# Borstbeeld van Anton de Kom
Het borstbeeld van Anton de Kom op de campus van de Anton de Kom Universiteit van Suriname (AdeKUS) werd op 10 januari 1986 onthuld. Het werd werd gemaakt door Erwin de Vries.
De onthulling vond plaats ten tijde van het militaire regime in Suriname. Legerleider Desi Bouterse hield daarbij een toespraak voor een kleine groep studenten. Verder waren er toespraken van AdeKUS-bestuursvoorzitter Ernie Brunings en Onderwijsminister Allan Li Fo Sjoe. Andere aanwezigen waren de militairen Ivan Graanoogst en Arthy Gorré, premier Wim Udenhout, en ministers, Assemblée-leden en directeuren van ministeries.
Op de sokkel staat de volgende tekst:
Anton de Kom
1898 – 1945
Geen volk kan tot volle wasdom komen dat erfelijk met een minderwaardigheidsgevoel belast blijft.
Uit Wij Slaven van Suriname van A. de Kom
Andere gedenktekens in Suriname van Anton de Kom zijn zijn standbeeld voor de universiteit en zijn gedenksteen voor zijn geboortehuis aan de Anton de Komstraat.

## Anton de Kom
Anton de Kom (1898-1945) was een schrijver en activist. Hij kon in Suriname als boekhouder moeilijk aan het werk komen en vertrok in 1921 naar Nederland. Hij raakte geïnspireerd door de Amerikaanse antiracismestrijd, het onafhankelijkheidsstreven voor Nederlands-Indië en het communisme. Uit ongenoegen dat er in Nederland weinig bekend was over de Surinaamse geschiedenis en de geschiedenis van de Nederlandse slavernij gaf hij lezingen en schreef hij zijn boek Wij slaven van Suriname (1934). Toen zijn moeder in 1932 op haar sterfbed lag, keerde hij terug naar Suriname. Hij ging hier door met politieke activiteiten en richtte een adviesbureau op waarmee hij mensen uit verschillende bevolkingsgroepen bediende. Hij kreeg eerst een verbod op het geven van lezingen en werd later gevangengezet. Een grote menigte die om zijn vrijlating riep werd beschoten omdat ze het plein niet verlieten, met twee doden tot gevolg. De Kom werd kort hierna op de boot naar Nederland gezet. Tijdens de Tweede Wereldoorlog schreef hij voor een illegale communistische krant. Hij werd gearresteerd en kwam via verschillende kampen uiteindelijk in Sandbostel terecht, waar hij overleed. Zijn lichaam werd in 1960 geïdentificeerd. In die jaren werd ook zijn boek door studenten herontdekt.